# 伊孔古區
伊孔古區，是馬達加斯加的行政區，位於該國東部，由法土法韋-非圖韋那尼區負責管轄，首府設於伊孔古，面積3,272平方公里，2011年人口176,293，人口密度每平方公里54人。